# اچ‌ام‌اس پرزیدنت (۱۸۲۹)
اچ‌ام‌اس پرزیدنت (۱۸۲۹) (به انگلیسی: HMS President (1829)) یک کشتی بود که طول آن ۱۷۳ فوت ۵٫۵ اینچ (۵۲٫۸۷۰ متر) بود. این کشتی در سال ۱۸۲۹ ساخته شد.